# Mahasu
Mahasu és una muntanya d'Himachal Pradesh propera a Simla, que marcava la frontera entre els antics estats de Keonthal i Kothi, Té una altura de 2.833 metres. Un antic restaurant bungalow a la part nord (anomenat Paghu dak) serveix als visitants. La part meridional pertany a la municipalitat de Simla per a emmagatzemament d'aigua, car en aquesta zona hi ha nombroses fonts.